# Liste der russischen Ministerpräsidenten

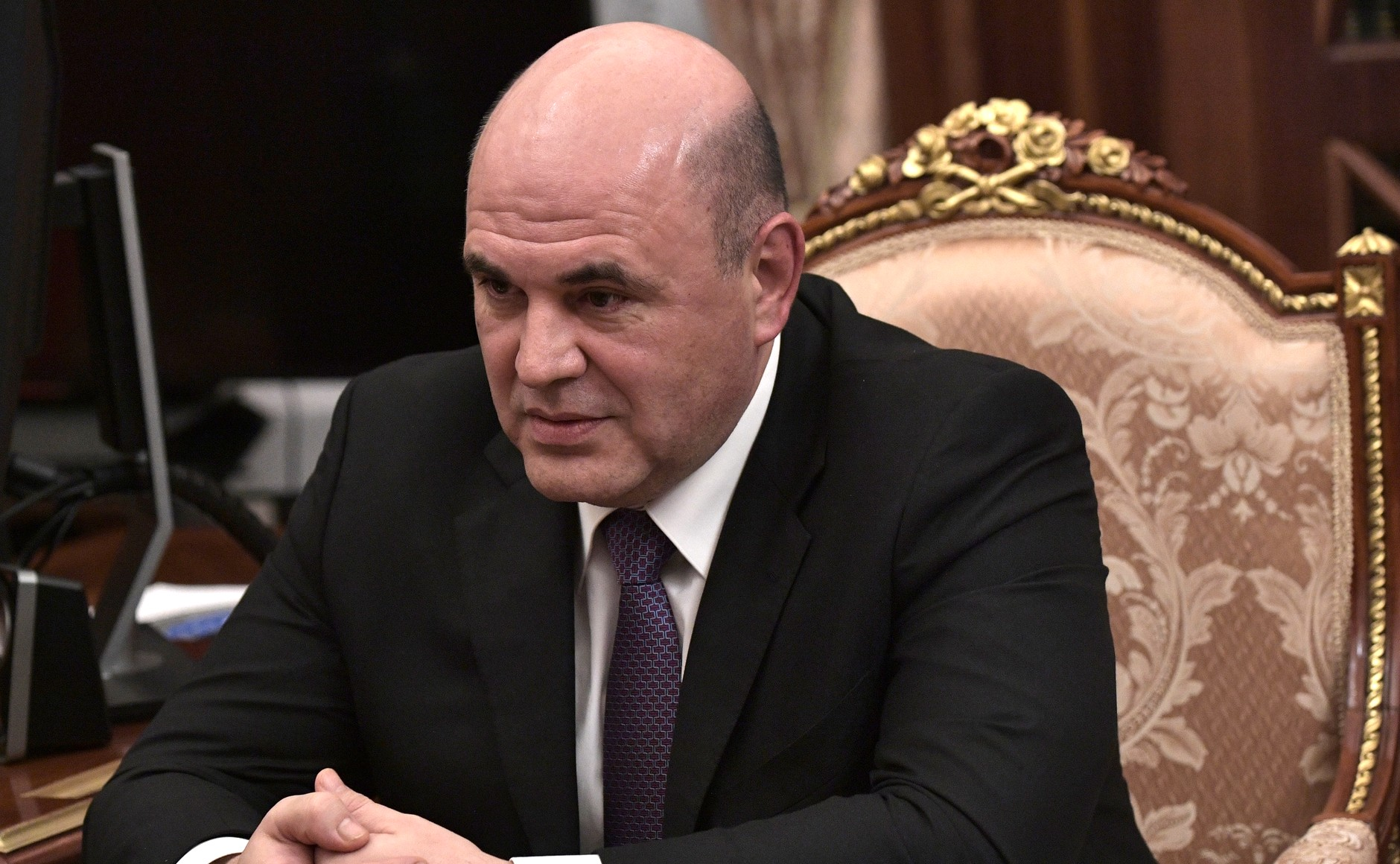
Aktueller Russischer Ministerpräsident Michail Mischustin

Dieser Artikel zeigt die Liste aller russischen Ministerpräsidenten von 1905 bis heute. Von 1922 bis 1991 war die Russische Sozialistische Föderative Sowjetrepublik Teil der UdSSR und damit kein souveräner Staat.

## Premierminister desRussischen Reiches1905–1917
| Name                             | Amtsantritt        | Amtsende           |
| -------------------------------- | ------------------ | ------------------ |
| Sergei Juljewitsch Witte         | 6. November 1905   | 5. Mai 1906        |
| Iwan Logginowitsch Goremykin     | 5. Mai 1906        | 21. Juli 1906      |
| Pjotr Arkadjewitsch Stolypin     | 21. Juli 1906      | 18. September 1911 |
| Wladimir Nikolajewitsch Kokowzow | 18. September 1911 | 12. Februar 1914   |
| Iwan Logginowitsch Goremykin     | 12. Februar 1914   | 2. Februar 1916    |
| Boris Wladimirowitsch Stürmer    | 2. Februar 1916    | 10. November 1916  |
| Alexander Fjodorowitsch Trepow   | 10. November 1916  | 9. Januar 1917     |
| Nikolai Dmitrijewitsch Golizyn   | 9. Januar 1917     | 12. März 1917      |

## Ministerpräsidenten derProvisorischen Regierung1917
| Name                             | Amtsantritt   | Amtsende         |
| -------------------------------- | ------------- | ---------------- |
| Georgi Jewgenjewitsch Lwow       | 23. März 1917 | 21. Juli 1917    |
| Alexander Fjodorowitsch Kerenski | 21. Juli 1917 | 8. November 1917 |

## Vorsitzende des Ministerrates derRussischen Sozialistischen Föderativen Sowjetrepublik1917–1991
| Name                                   | Amtsantritt        | Amtsende           | Partei   |
| -------------------------------------- | ------------------ | ------------------ | -------- |
| Wladimir Iljitsch Lenin                | 9. November 1917   | 21. Januar 1924    | KPR(B)   |
| Alexei Iwanowitsch Rykow               | 2. Februar 1924    | 18. Mai 1929       | KPdSU(B) |
| Sergei Iwanowitsch Syrzow              | 18. Mai 1929       | 3. November 1930   | KPdSU(B) |
| Daniil Jegorowitsch Sulimow            | 3. November 1930   | 22. Juli 1937      | KPdSU(B) |
| Nikolai Alexandrowitsch Bulganin       | 22. Juli 1937      | 17. September 1938 | KPdSU(B) |
| Wassili Wassiljewitsch Wachruschew     | 17. September 1938 | 2. Juni 1940       | KPdSU(B) |
| Iwan Sergejewitsch Chochlow            | 2. Juni 1940       | 23. Juni 1943      | KPdSU(B) |
| Alexei Nikolajewitsch Kossygin         | 23. Juni 1943      | 23. März 1946      | KPdSU(B) |
| Michail Iwanowitsch Rodionow           | 23. März 1946      | 9. März 1949       | KPdSU(B) |
| Boris Nikolajewitsch Tschernoussow     | 9. März 1949       | 20. Oktober 1952   | KPdSU    |
| Alexander Michailowitsch Pusanow       | 20. Oktober 1952   | 24. Januar 1956    | KPdSU    |
| Michail Alexejewitsch Jasnow           | 24. Januar 1956    | 19. Dezember 1957  | KPdSU    |
| Frol Romanowitsch Koslow               | 19. Dezember 1957  | 31. März 1958      | KPdSU    |
| Dmitri Stepanowitsch Poljanski         | 31. März 1958      | 23. November 1962  | KPdSU    |
| Gennadi Iwanowitsch Woronow            | 23. November 1962  | 23. Juli 1971      | KPdSU    |
| Michail Sergejewitsch Solomenzew       | 28. Juli 1971      | 24. Juni 1983      | KPdSU    |
| Witali Iwanowitsch Worotnikow          | 24. Juni 1983      | 3. Oktober 1988    | KPdSU    |
| Alexander Wladimirowitsch Wlassow      | 3. Oktober 1988    | 15. Juni 1990      | KPdSU    |
| Iwan Stepanowitsch Silajew             | 15. Juni 1990      | 26. September 1991 | KPdSU    |
| Oleg Iwanowitsch Lobow (kommissarisch) | 26. September 1991 | 6. November 1991   | KPRF     |

## Vorsitzende der Regierung der Russischen Föderationseit 1991
| Name                                                | Amtsantritt        | Amtsende           | Partei                                                 | Kabinett                                     |
| --------------------------------------------------- | ------------------ | ------------------ | ------------------------------------------------------ | -------------------------------------------- |
| Boris Nikolajewitsch Jelzin                         | 6. November 1991   | 15. Juni 1992      | (keine)                                                |                                              |
| Jegor Timurowitsch Gaidar (kommissarisch)           | 15. Juni 1992      | 14. Dezember 1992  | (keine)                                                |                                              |
| Wiktor Stepanowitsch Tschernomyrdin                 | 14. Dezember 1992  | 23. März 1998      | gründete 1995 Unser Haus Russland, bis dahin parteilos |                                              |
| Boris Nikolajewitsch Jelzin (kommissarisch)         | 23. März 1998      | 23. März 1998      | (keine)                                                |                                              |
| Sergei Wladilenowitsch Kirijenko                    | 23. März 1998      | 23. August 1998    | (keine)                                                |                                              |
| Wiktor Stepanowitsch Tschernomyrdin (kommissarisch) | 23. August 1998    | 11. September 1998 | Unser Haus Russland                                    |                                              |
| Jewgeni Maximowitsch Primakow                       | 11. September 1998 | 12. Mai 1999       | (keine)                                                |                                              |
| Sergei Wadimowitsch Stepaschin                      | 12. Mai 1999       | 9. August 1999     | (keine)                                                |                                              |
| Wladimir Wladimirowitsch Putin                      | 9. August 1999     | 7. Mai 2000        | (keine)                                                | Kabinett Putin I                             |
| Michail Michailowitsch Kasjanow                     | 7. Mai 2000        | 24. Februar 2004   | (keine)                                                |                                              |
| Wiktor Borissowitsch Christenko (kommissarisch)     | 24. Februar 2004   | 5. März 2004       | (keine)                                                |                                              |
| Michail Jefimowitsch Fradkow                        | 5. März 2004       | 12. September 2007 | (keine)                                                |                                              |
| Wiktor Alexejewitsch Subkow                         | 14. September 2007 | 7. Mai 2008        | (keine)                                                |                                              |
| Wladimir Wladimirowitsch Putin                      | 8. Mai 2008        | 7. Mai 2012        | Einiges Russland                                       | Kabinett Putin II                            |
| Wiktor Alexejewitsch Subkow (kommissarisch)         | 7. Mai 2012        | 8. Mai 2012        | (keine)                                                |                                              |
| Dmitri Anatoljewitsch Medwedew                      | 8. Mai 2012        | 16. Januar 2020    | Einiges Russland                                       | Kabinett Medwedew I Kabinett Medwedew II     |
| Michail Wladimirowitsch Mischustin                  | 16. Januar 2020    |                    | (keine)                                                | Kabinett Mischustin I Kabinett Mischustin II |